# Dmitro Kuleba
Dmitro Ivanovič Kuleba (ukrajinsko Дмитро Іванович Кулеба), ukrajinski politik, * 19. april 1981, Sumi, Ukrajina.
Od leta 2020 do septembra 2024 je bil minister za zunanje zadeve Republike Ukrajine. Pred tem je deloval kot podpredsednik ukrajinske vlade za evropsko in evroatlantsko povezovanje Ukrajine; med letoma 2016 in 2019 je bil stalni predstavnik Ukrajine pri Svetu Evrope.

## Življenjepis
Na ministrstvu za zunanje zadeve dela od leta 2003. Leta 2013 je zapustil državno službo in vodil fundacijo UART za kulturno diplomacijo.
Decembra 2017 je Inštitut za svetovno politiko imenoval Kulebo za najboljšega ukrajinskega veleposlanika leta 2017. 4. marca 2020 je bil imenovan na mesto ukrajinskega zunanjega ministra. V njegovem mandatu se je zgodila ruska invazija na Ukrajino. S položaja je pred večjim preoblikovanjem vlade odstopil 4. septembra 2024.